# Кубок Финской лиги по футболу
Кубок Финской лиги  так же Кубок Лиги (фин. Liigacup) — ежегодное футбольное соревнование, проводимое между клубами финской Вейккауслиги, предсезонный турнир, проводимый в помещениях. Проводится под эгидой Вейккаусслиги с 1994 года.

## История
Кубок лиги был основан в 1994 году. После 18 сезонов он был упразднен в 2016 году. Вместо него с сезона 2016 проводился групповой этап Кубка Финляндии.
Кубок лиги был сыгран снова, начиная с весны 2022 года, так как он вернулся в своем первоначальном формате. Соревнующиеся команды могут иметь в своем списке до трех новичков на просмотре с семью возможными заменами. Самым успешным клубом является ХИК с 6 победами.

## Победители
| Клуб            | Победитель |
| --------------- | ---------- |
| ХИК             | 6          |
| Фк Хонка        | 3          |
| ВПС             | 2          |
| Фк Лахти        | 2          |
| Интер Турку     | 2          |
| Фк Хака         | 2          |
| Альянси         | 1          |
| ТПС             | 1          |
| СИК             | 1          |
| Тампере Юнайтед | 1          |